# Quasiphloeospora saximontanensis
Quasiphloeospora saximontanensis är en svampart som först beskrevs av Deighton, och fick sitt nu gällande namn av B. Sutton, Crous & Shamoun 1996. Quasiphloeospora saximontanensis ingår i släktet Quasiphloeospora och familjen Mycosphaerellaceae.   Inga underarter finns listade i Catalogue of Life.